# Dolomedes bistylus
Dolomedes bistylus là một loài nhện trong họ Pisauridae.
Loài này thuộc chi Dolomedes. Dolomedes bistylus được Carl Friedrich Roewer miêu tả năm 1955.